# Íbis-sagrado-de-madagascar
O íbis-malgaxe, também chamado íbis-sagrado-de-madagascar (Threskiornis bernieri) é uma espécie de ave da família Threskiornithidae. A espécie pode ser encontrada na ilha de Madagáscar e nas ilhas Seychelles. Os seus habitats naturais são: florestas de mangal tropicais ou subtropicais, águas estuarinas, zonas intertidais e lagoas costeiras de água salgada. Esta espécie está ameaçada pela perda de habitat.

## Taxonomia
Foi anteriormente tratado como coespecífico com o íbis-sagrado (Threskiornis aethiopicus) da África subsaariana pela maioria, mas não por todos os autores. Também é intimamente relacionado com T. melanocephalus e T. moluccus, e no passado todos foram ocasionalmente considerados coespecíficos. Duas subespécies são reconhecidas: T. bernieri bernieri, que ocorre em Madagascar, e T. bernieri abbotti, que ocorre nas ilhas Seychelles.

## Descrição
O adulto possui em média 70–85 cm de altura, e uma envergadura de 112–124 cm. A plumagem é predominantemente branca, frequentemente com coloração amarelo-acastanhada. Existem também plumas ornamentais pretas no dorso, com um brilho azul ou verde formado a partir das escapulares inferiores e terciários, que são mais proeminentes na época de reprodução. O bico, a cabeça, o pescoço e as pernas são pretos.
Os íbis-sagrados-de-madagascar se assemelham aos íbis-sagrados africanos (T. aethiopicus), mas são mais delgados, não têm bordas pretas nas asas e têm íris brancas (T. bernieri bernieri) ou azuladas (T. b. abbotti), sacos de pescoço ornamentais de estrutura diferente, plumas ornamentais menos desenvolvidas e uma exibição diferente. A subespécie T. b. abbotti também possui uma listra preta na asa. Embora seja improvável que este íbis seja confundido com outras espécies no campo, às vezes pode ser confundido com o íbis sagrado africano que pode ocasionalmente visitar Madagascar como um vagabundo.
O juvenil é semelhante ao adulto, mas a cabeça e o pescoço são emplumados de preto com listras brancas, as plumas ornamentais no dorso estão ausentes e pode haver um pouco de preto nas pontas das asas.

## Distribuição e habitat
É endêmico do Madagascar e Seychelles, onde habita florestas subtropicais ou tropicais de mangue, águas estuarinas, planícies intertidais e lagoas salinas costeiras. Esta espécie é considerada ecologicamente mais restrita que o íbis-sagrado africano. Em Madagascar, ocorre no oeste, onde é amplamente confinado a habitats de planície em zonas costeiras salgadas, principalmente lodaçais, estuários, manguezais e lagos costeiros salobras rasos.

## Comportamento
A espécie é sedentária, não apresentando evidências de dispersão ou migração. A reprodução é colonial e frequentemente ocorre em colônias mistas de garças, com alguns locais de nidificação mista contendo até 200-250 ninhos desta espécie. O empoleiramento também ocorre colonialmente em grupos de várias dezenas. Às vezes, se alimenta sozinho, mas com mais frequência em pares ou pequenos grupos.

## Reprodução
A reprodução foi observada em Madagascar no início da estação chuvosa, em novembro e dezembro. Nidifica em árvores ou arbustos ou em solo descoberto, e os ninhos são construídos em plataformas rasas em forma de copo com gravetos, gramíneas e jungos que normalmente são situados próximos a um corpo d'água, como rios, pântanos ou lagos. A ninhada consiste de 2 a 4 ovos.

## Conservação
Esta espécie está listada como ameaçada de extinção, pois tem uma população muito pequena que está diminuindo devido em grande parte à coleta insustentável de seus ovos, perturbação dos locais de nidificação e degradação dos habitats dos pântanos em Madagascar.